# Syn Boży (film)
Syn Boży (ang. Son of God) – amerykański dramat biblijny z 2014 roku w reżyserii Christophera Spencera. Film jest kinową wersją pięciu odcinków miniserialu Biblia, będących adaptacją Ewangelii Jana.

## Obsada
- Diogo Morgado jako Jezus
- Roma Downey jako Maria
- Greg Hicks jako Piłat
- Adrian Schiller jako Kajfasz
- Darwin Shaw jako Piotr
- Sebastian Knapp jako Jan
- Joe Wredden jako Judasz
- Simon Kunz jako Nikodem
- Paul Marc Davis jako Szymon
- Matthew Gravelle jako Tomasz
- Amber Rose Revah jako Maria Magdalena
- Louise Delamere jako Klaudia
- Andrew Brooke jako Antoniusz
- Paul Brightwell jako Malchus
- Fraser Ayres jako Barabasz
- Joe Coen jako Józef
- Patrice Naiambana jako Baltazar
- Anas Chenin jako Łazarz

## Wersja polska
Opracowanie wersji polskiej: Master Film

Reżyseria: Elżbieta Jeżewska

Tłumaczenie i dialogi polskie: Karolina Kowalska

Konsultacja: Mirosław Wylęgała

Dźwięk: Elżbieta Mikuś-Lupa

Montaż: Jan Graboś, Gabriela Turant-Wiśniewska

Organizacja nagrań: Romuald Cieślak

Kierownictwo produkcji: Beata Jankowska, Agnieszka Kołodziejczyk

W wersji polskiej udział wzięli:
- Dariusz Wnuk – Jezus Chrystus
- Kinga Tabor – Maryja
- Jarosław Gajewski – Piłat
- Miłogost Reczek – Kajfasz
- Jacek Król – Piotr
- Grzegorz Damięcki – Jan
- Marcin Przybylski – Judasz
- Grzegorz Pawlak – Nikodem
- Marcin Bosak – Szymon
- Paweł Ciołkosz – Tomasz/Barabasz
- Anna Gajewska – Maria Magdalena
- Joanna Jeżewska – Klaudia
- Tomasz Gęsikowski – Antoniusz
- Robert Czebotar – Malchos
- Grzegorz Kwiecień – Józef/Łazarz
- Michał Sitarski – Baltazar

W pozostałych rolach:
- Krzysztof Banaszyk
- Michał Pakuła
- Maciej Tomaszewski
- Olaf Marchwicki
- Paulina Komenda
- Julia Kołakowska--Bytner
- Klaudiusz Kaufmann
- Mateusz Grydlik
- Adam Fidusiewicz
- Wojciech Chorąży
- Anna Bojara
- Marek Bocianiak
- Piotr Bąk
- Katarzyna Bargiełowska
- Andrzej Arciszewski
- Zbigniew Konopka
- Martyna Kowalik
- Beata Łuczak
- Jerzy Mazur
- Cezary Nowak
- Stefan Pawłowski
- Karol Pocheć
- Otar Saralidze
- Katarzyna Skolimowska
- Łukasz Talik
- Julia Trembecka
- Mateusz Weber
- Mirosław Wieprzewski